# Rhizocarpon inarense
Rhizocarpon inarense är en lavart som först beskrevs av Edvard Vainio, och fick sitt nu gällande namn av Vain. Rhizocarpon inarense ingår i släktet Rhizocarpon och familjen Rhizocarpaceae.  Arten är reproducerande i Sverige. Inga underarter finns listade i Catalogue of Life.